# بير غيريرو
بير غيريرو (بالإسبانية: Pere Guerrero)‏ هو راكب الكنو إسباني، ولد في 5 يونيو 1973 في لا سيو دي أورغل في إسبانيا.

## وصلات خارجية
- بير غيريرو على موقع أوليمبيديا (الإنجليزية)